# Tonino Russo
Antonino Russo, detto Tonino (Monreale, 26 giugno 1971), è un politico italiano.

## Biografia
Figlio di un falegname, inizia la sua carriera politica militando nella FGCI e poi nella giovanile dei Democratici di Sinistra, la Sinistra giovanile, della quale diviene Segretario Provinciale di Palermo nel gennaio 1994 e dopo due anni Segretario Regionale della Sicilia. In quegli anni è uno stretto collaboratore dell'europarlamentare Claudio Fava.
Nel 1999 diviene Capogruppo dei DS al consiglio comunale di Monreale e responsabile dell'organizzazione dei DS della Sicilia.
Nel dicembre del 2006 viene eletto Segretario Regionale dei Democratici di Sinistra della Sicilia, subentrando ad Angelo Capodicasa, dimessosi dopo la nomina a Viceministro.
Nell'aprile del 2007 viene confermato alla guida della segreteria siciliana nel 4º congresso dei DS, sostenendo la mozione di Piero Fassino che mira alla costruzione del Partito Democratico.
Alle primarie del PD del 14 ottobre 2007, sostiene la candidatura a Segretario Nazionale di Walter Veltroni e viene eletto vice di Francantonio Genovese alla guida del partito in Sicilia.
Alle elezioni politiche del 2008 viene eletto alla Camera dei deputati nella lista del Partito Democratico nella Circoscrizione Sicilia 1.
Nel dicembre 2012 si candida alle primarie del PD, in provincia di Palermo, indette per eleggere i candidati del partito al Parlamento italiano in vista delle elezioni politiche del 2013. Le primarie parlamentari si sono svolte il 30 dicembre 2012 e Russo ha ottenuto il settimo posto su venti candidati in provincia di Palermo con 1300 preferenze. L'8 gennaio 2013 la direzione nazionale del PD candida Tonino Russo in dodicesima posizione per il Senato della Repubblica nella circoscrizione Sicilia.